# چوکی اربن
چوکی اربن (انگلیسی: Chukki Eribenne؛ زادهٔ ۲ نوامبر ۱۹۸۰) بازیکن فوتبال اهل بریتانیا است.
از باشگاه‌هایی که در آن بازی کرده‌است می‌توان به باشگاه فوتبال هرفورد یونایتد، باشگاه فوتبال هلسینگبورگس، باشگاه فوتبال ایلکستون، باشگاه فوتبال ویموث، باشگاه فوتبال ای‌اف‌سی بورنموث، باشگاه فوتبال هاوانت و واترلوویل، باشگاه فوتبال ابسفلیت یونایتد، باشگاه فوتبال ساتون یونایتد، باشگاه فوتبال کاونتری سیتی، باشگاه فوتبال فارن‌بورو، باشگاه فوتبال گرایس اتلتیک، و باشگاه فوتبال آلدرشات تاون اشاره کرد.